# نيك كامبل
نيك كامبل (بالإنجليزية: Nick Campbell)‏ هو لاعب اتحاد الرغبي بريطاني، ولد في 8 ديسمبر 1989 في غلاسكو في المملكة المتحدة.